# وست کووینا (کالیفرنیا)
وست کووینا (به انگلیسی: West Covina) شهری در شهرستان لس‌آنجلس، کالیفرنیا ایالت کالیفرنیا است که در سرشماری سال ۲۰۱۰ میلادی، ۱۰۶۰۹۸ نفر جمعیت داشته‌است.